# 李綱 (永樂進士)
李綱，山東承宣布政使司萊州府高密縣（今山東省高密縣）人，明朝政治人物、進士。

## 生平
永樂二年，其中進士甲申科三甲第二百七十一名，授兵科給事中。